# Program národnostní politiky
Program národnostní politiky nebo Únorová dohoda jsou pojmenování pro prohlášení vlády Milana Hodži z 18. února 1937, jež stanovilo základní rámec národnostního vyrovnání v Československu.
Vláda se v prohlášení zavázala k hospodářské pomoci německým oblastem, přidělování veřejných zakázek a obsazování pozic ve státní správě podle národnostního klíče. Únorová dohoda měla podpořit pozice novoaktivistických německých stran proti sílícímu radikalismu (zejm. proti Sudetoněmecké straně) a vytvořit lepší podmínky pro úpravu vztahů s Německem. Dohoda ovšem neobsahovala žádný časový harmonogram, jenž by zajistil její účinné uvedení do praxe. Sudetoněmecká strana navíc hned 20. února 1937 označila program za nedostačující.